# Grand Prix de Wallonie 2015
Il Grand Prix de Wallonie 2015, cinquantaseiesima edizione della corsa, valevole come evento dell'UCI Europe Tour 2015 categoria 1.1, si svolse il 16 settembre 2015 su un percorso di 198,2 km, con partenza da Beaufays e arrivo a Namur, in Belgio. La vittoria fu appannaggio del belga Jens Debusschere, che completò il percorso in 4h 57' 37" alla media di 39,957 km/h, precedendo il connazionale Jan Bakelants e il francese Christophe Laporte.
Al traguardo di Namur furono 100 i ciclisti, dei 148 partiti da Beaufays, che portarono a termine la competizione.

## Squadre e corridori partecipanti
| N.    | Cod. | Squadra                      |
| ----- | ---- | ---------------------------- |
| 1-8   | BMC  | BMC Racing Team              |
| 11-18 | ALM  | AG2R La Mondiale             |
| 21-27 | EQS  | Etixx-Quick Step             |
| 31-38 | FDJ  | FDJ                          |
| 41-48 | LTS  | Lotto Soudal                 |
| 51-58 | TCS  | Tinkoff-Saxo                 |
| 61-68 | TFR  | Trek Factory Racing          |
| 71-78 | BSE  | Bretagne-Séché Environnement |
| 81-88 | COF  | Cofidis, Solutions Crédits   |

| N.      | Cod. | Squadra                        |
| ------- | ---- | ------------------------------ |
| 91-98   | TSV  | Topsport Vlaanderen-Baloise    |
| 101-108 | WGG  | Wanty-Groupe Gobert            |
| 111-118 | CCB  | Color Code-Aquality Protect    |
| 121-128 | RLM  | Roubaix Lille Métropole        |
| 131-138 | PCW  | T.Palm-Pôle Continental Wallon |
| 141-148 | MMM  | Team 3M                        |
| 151-158 | VER  | Veranclassic-Ekoi              |
| 161-168 | WIL  | Verandas Willems Cycling Team  |
| 171-178 | WBC  | Wallonie-Bruxelles             |

## Ordine d'arrivo (Top 10)
| Pos. | Corridore          | Squadra      | Tempo    |
| ---- | ------------------ | ------------ | -------- |
| 1    | Jens Debusschere   | Lotto        | 4h57'37" |
| 2    | Jan Bakelants      | AG2R         | a 6"     |
| 3    | Christophe Laporte | Cofidis      | a 7"     |
| 4    | Gaëtan Bille       | Verandas     | s.t.     |
| 5    | Jelle Vanendert    | Lotto        | a 8"     |
| 6    | Thibaut Pinot      | FDJ          | a 10"    |
| 7    | Arthur Vichot      | FDJ          | a 12"    |
| 8    | Franck Bonnamour   | Bretagne-Sé. | s.t.     |
| 9    | Rudy Molard        | Cofidis      | a 26"    |
| 10   | Jérôme Baugnies    | Wanty        | a 43"    |